# Caragana zahlbruckneri
Caragana zahlbruckneri är en ärtväxtart som beskrevs av Richard Conrad Schneider. Caragana zahlbruckneri ingår i släktet karaganer, och familjen ärtväxter. IUCN kategoriserar arten globalt som livskraftig. Inga underarter finns listade i Catalogue of Life.